# Barbodes bovanicus
Barbodes bovanicus е вид лъчеперка от семейство Шаранови (Cyprinidae). Видът е критично застрашен от изчезване.